# Ивковић
Ивковић је јужнословенско презиме, патроним настао од мушког имена Ивко, умањеног облика од Иван. Познате особе са овим презименом су:
- Бранислав Ивковић (рођен 1952), кандидат за председника Србије на изборима 2004
- Виолета Ивковић (рођена 1957), српска новинарка и књижевница
- Владимир Ивковић (1929–1992), хрватски ватерполиста
- Душан Ивковић (1943–2021), српски кошаркашки тренер
- Милутин Ивковић (1906–1943), српски фудбалер
- Саша Ивковић (рођен 1993), српски фудбалер
- Слободан Ивковић (1937–1995) српски кошаркаш и тренер
- Томислав Ивковић (рођен 1960), хрватски фудбалер